# Peter Robinson (polityk)
Peter Robinson (ur. 29 grudnia 1948 w Belfaście) – północnoirlandzki polityk, członek i aktualny przywódca Demokratycznej Partii Unionistycznej (DUP). Od 5 czerwca 2008 pełni urząd pierwszego ministra Irlandii Północnej. Równocześnie jest członkiem brytyjskiej Izby Gmin.
Robinson nie ukończył studiów, lecz tylko szkołę policealną. Przed rozpoczęciem kariery politycznej pracował jako pośrednik na rynku nieruchomości. W latach 1975–79 pełnił głównie techniczną i organizacyjną funkcję sekretarza generalnego DUP. W 1977 został wybrany do rady miasta Castlereagh (zasiadał w niej przez 30 kolejnych lat, łącząc te obowiązki ze swoimi innymi urzędami i funkcjami). W 1979 został członkiem Izby Gmin, gdzie reprezentuje okręg wyborczy Belfast East. Rok później objął stanowisko zastępcy lidera DUP. W 1996 został członkiem Forum Irlandii Północnej, którego prace były częścią procesu pokojowego, który doprowadził do podpisania porozumienia wielkopiątkowego. W 1998 wziął udział w pierwszych wyborach do nowo utworzonego Zgromadzenia Irlandii Północnej i uzyskał w nim miejsce.
W latach 1999–2000 i ponownie 2001-02 sprawował urząd ministra rozwoju regionalnego w autonomicznym rządzie Irlandii Północnej. Po trwającym ponad cztery lata okresie zawieszenia autonomii tego regionu, w 2007 powrócił do reaktywowanego rządu jako minister finansów i personelu. W kwietniu 2008 DUP wybrała go na swojego lidera po tym, jak wieloletni przywódca partii Ian Paisley ogłosił przejście na polityczną emeryturę. Formalnie objął władzę w partii z końcem maja 2008, a kilka dni później przejął od Paisleya funkcję szefa rządu.
Zgodnie z brytyjskim prawem, zasiadanie w parlamencie Irlandii Północnej, a nawet kierowanie jej rządem, nie stanowi przeszkody, aby pozostawać członkiem Izby Gmin. Robinson korzysta z tego przywileju i łączy pracę w Belfaście i Londynie.
Prywatnie od 1970 jest żonaty z Iris Robinson, która także jest politykiem. W 2001 została wybrana do Izby Gmin, reprezentując okręg wyborczy Strangford. Tym samym państwo Robinson zostali pierwszym małżeństwem w dziejach północnoirlandzkiej delegacji do brytyjskiego parlamentu. Mają troje dzieci.